# Jacques Bonjawo
Jacques Bonjawo (né le 30 décembre 1960 à Yaoundé) est un scientifique et auteur camerounais, ancien manager au siège de Microsoft à Redmond. Il travaille dans le service Internet MSN de la société américaine.  
Ses interventions et prises de positions sur le plan international le conduiront au sommet de Davos en janvier 2004 où il accompagne le Président sénégalais Abdoulaye Wade pour que celui-ci présente son projet de solidarité numérique. En tant que manager à Microsoft, il fait partie de la délégation et de l’équipe d’organisation du voyage de Bill Gates en Afrique en septembre 2003. Il prononce un discours sur la technologie au service de l’éducation, notamment en faveur de l’Université virtuelle africaine dont il fut le premier Président. Son livre, L'Afrique du XXIe siècle, paru en juillet 2005, occupe la cinquième place dans la liste des dix meilleures ventes des Éditions Karthala depuis 2006.
Il est aussi le premier président de l’Université virtuelle africaine qu’il contribua à créer. Il est pionnier et porteur d’un projet de promotion de télémédecine en Afrique, à travers sa structure Genesis Telecare, basée au Cameroun. 
Il est lauréat du Prix TIGA (Technology in Government Award) 2011, décerné par les Nations unies en partenariat avec le gouvernement de la Finlande pour son apport en technologie et télémédecine.
Il est également lauréat du prix Turgot mention Francophonie pour son livre « Révolution numérique dans les pays en développement – l’exemple africain » co-édité par DUNOD et RFI et qui a connu un vrai succès de librairie. Le prix lui a été remis au Ministère français de l’Économie et des Finances le 12 avril 2011.
Jacques Bonjawo fait partie d’un groupe d’une douzaine d’experts internationaux de l’Observatoire NetExplo dont Joël de Rosnay, qui chaque année à l’Unesco sélectionne et décerne une série de prix à des innovations technologiques à travers le monde. Il a par ailleurs été par deux fois (2003 et 2005) président du jury du Prix RFI-Net visant à récompenser des sites Internet à caractère novateur, construits par des Africains et ayant un grand impact et une utilité sociale avérée. 

## Biographie
Jacques Bonjawo a suivi des études secondaires et puis supérieures en classe prépa (math sup, math spé) à Paris où il obtient un diplôme d'ingénieur en informatique avant de s'installer aux Pays-Bas, embauché par Philips. À Washington, il débute dans une petite entreprise informatique.
En 1989, il poursuit des études à l'université George Washington et obtient un MBA en Finances. Quelques années plus tard, alors qu'il travaille pour le cabinet international PricewaterhouseCoopers en tant que chef de projet informatique, il est débauché par Microsoft.
Il participe au marathon de New York en 1999 (le « marathon du millénaire »). Sollicité par la Banque mondiale pour aider à lancer l’université virtuelle en Afrique, il s'engage à titre bénévole dans ce projet, notamment en développant des partenariats. Il est élu Président du conseil d'administration de cette université en 2002. Cette année, il écrit Internet une chance pour l'Afrique, publié aux Éditions Karthala. (Source : Philippe Couve, RFI).
En 1998, Jacques Bonjawo devient le premier Africain à occuper un poste de manager au siège social de Microsoft à l’âge de 37 ans.

## 2006
Le 3 juillet 2006, il annonce son départ de Microsoft (Source: Panapress) pour rejoindre la startup Genesis FT comme PDG. Ce départ est intervenu deux semaines après l’annonce du retrait programmé de Bill Gates de la firme qu’il a fondé. Jacques Bonjawo restera cependant consultant chez l'entreprise américaine, notamment sur des projets de business intelligence.

## Conférences
Il est sollicité à plusieurs occasions par la Banque mondiale, l’Université de Harvard, et d'autres universités africaines et forums internationaux.

## Publications
- Révolution numérique dans les pays en développement, l'exemple africain, Jacques Bonjawo, Paris, Editions Dunod 2012  (ISBN 978-2-10-055385-3)
- Internet, une Chance pour l'Afrique, Jacques Bonjawo, Paris, Karthala, 2002
- L'Afrique du XXIe siècle, L'Afrique de nos Volontés, Jacques Bonjawo, Paris, Karthala, 2005
- Mes Années Microsoft, Un Africain Chez Bill Gates, Jacques Bonjawo, Cosmos Publishing, 2006  (ISBN 978-0-6151-4587-7)
- Intellectuels Africains face à la Mondialisation, sous la direction de Jacques Bonjawo, Cosmos Publishing, 2007  (ISBN 978-0-6151-4606-5)
- Mes Carnets de Voyage, Jacques Bonjawo, Cosmos Publishing, 2009  (ISBN 978-0-615-25492-0)

## Citations
« Demain commence aujourd’hui » L'Afrique du XXIe siècle
« J’ai la certitude que l’Afrique peut se développer en suivant le modèle indien, qui met plus l’accent sur la matière grise… » Entretien avec Xavier Lambrechts, TV5 L’Invité, 21 novembre 2005
« J’ai toujours voulu me mettre du côté de l’action » Grioo.com

## Autres affiliations
- Membre du National Economists Club de Washington
- Membre du directoire du Club Millénium
- Membre du National Press Club de Washington.
- Collabore à la revue Géopolitique Africaine et tient une chronique hebdomadaire (« Mes carnets de voyage ») dans Economie Matin
- Membre du Conseil d'Administration et Senior Advisor Member de l'Organisation Africaine de l'Intelligence Économique OAIE